# Linothele darien
Espèce
Linothele darien est une espèce d'araignées mygalomorphes de la famille des Dipluridae.

## Distribution
Cette espèce est endémique de la province de Darién au Panama,. Elle se rencontre sur le Cerro Chucantí.

## Description
La femelle holotype mesure 30,6 mm et le mâle paratype 24,4 mm.

## Systématique et taxinomie
Cette espèce a été décrite par Wermelinger-Moreira, Castanheira et Baptista en 2024.

## Étymologie
Son nom d'espèce lui a été donné en référence au lieu de sa découverte, la province de Darién

## Publication originale
- Wermelinger-Moreira, Castanheira & Baptista, 2024 : « A new species of Linothele Karsch 1879 from Panama (Araneae: Mygalomorphae: Dipluridae). » Acta Arachnologica, vol. 73, no 2, p. 95-101 (texte intégral).